# Augustus (Schiff, 1927)
Die Augustus war ein italienisches Passagierschiff.

## Geschichte
Ende 1927 wurde die Augustus und ihr Schwesterschiff Roma durch die italienische Reederei Navigazione Generale Italia in Dienst gestellt. Sie sollte mit den Schiffen der Reederei Savoyische Loyd auf der Route Genua–Südamerika konkurrieren. Beide Schiffe waren sehr luxuriös und für ihre Zeit sehr schnell. Anders als auf der Roma, wo es nur die herkömmlichen drei Klassen gab, hatte man auf der Augustus noch eine vierte Klasse eingerichtet. Hier waren die Preise extrem günstig.
Auf eine Anordnung Benito Mussolinis 1932 wurden die Reedereien zusammengelegt. Der neue Reeder der Augustus hieß jetzt Società di Navigazione-Flotte Riunite. 1933 absolvierte die Augustus eine Weltreise in 129 Tagen. Sie fuhr dabei von New York City ab, durch das Mittelmeer, den Sueskanal, nach Indien, Japan zurück nach New York City.
Ab der zweiten Hälfte der 1930er-Jahre veraltete das Schiff zusehends.
Nach einer Generalüberholung in Genua wurde die Augustus 1941 von der italienischen Marine eingezogen, um in einen Flugzeugträger umgebaut zu werden. Es sollte nur ein einfacher Umbau zu einem Glattdeckträger erfolgen, nicht zu vergleichen mit dem totalen Umbau des Schwesterschiffes Roma in den Flugzeugträger Aquila. So sollte das nun Sparviero genannte Schiff als Glattdeckträger keine „Insel“ erhalten – den Aufbau auf dem Trägerdeck mit allen Kommandofunktionen für Schiff und Flugzeuge. Im September 1942 begannen in Genua die Arbeiten. Auch für diesen Träger, wie für die Aquila, wurde von den Italienern deutsche Flugzeugträgertechnik eingekauft. Bis zur deutschen Besetzung Italiens im September 1943 wurden lediglich die Aufbauten des Passagierschiffes entfernt.
Die Sparviero wurde am 5. Oktober 1944 von den deutschen Truppen in Genua als Blockschiff versenkt, zur Verringerung der Hafeneinfahrtsbreite, und diente damit der besseren militärischen Kontrolle des Hafenzuganges. 1946 wurde das Wrack gehoben und 1947 verschrottet.